# Ranpo Edogawa
Tarō Hirai (jap. 平井太郎 Hirai Tarō; ur. 21 października 1894, zm. 28 lipca 1965), znany lepiej pod pseudonimem Ranpo Edogawa (jap. 江戸川乱歩 Edogawa Ranpo) – japoński pisarz i krytyk, który odegrał ważną rolę w rozwoju literatury kryminalnej. Wiele z jego powieści przedstawia detektywa Kogorō Akechi, który w późniejszych książkach był liderem grupy młodych detektywów znanej jako „Detective Boys Gang” (jap. 少年探偵団 Shōnen tantei-dan).
Ranpo był wielbicielem zachodnich pisarzy kryminałów, a zwłaszcza Edgara Allana Poego. Jego pseudonim jest interpretacją imienia Poego. Inni autorzy, których twórczość była dla niego szczególną inspiracją, to Arthur Conan Doyle, którego próbował tłumaczyć na język japoński w czasach studenckich oraz japoński pisarz Ruikō Kuroiwa.
W 2019 r. nakładem Wydawnictwa Tajfuny ukazał się zbiór 7 wybranych dzieł Gąsienica. Prócz tłumaczeń Dariusza Latosia książka zawiera również opublikowane w 1974 r. na łamach Przekroju opowiadanie W objęciach fotela (jap. 人間椅子 Ningen Isu) w tłumaczeniu Blanki Kuraty.

## Życiorys

### Przed II wojną światową
Tarō Hirai urodził się w 1894 roku w Nabari, w prefekturze Mie, gdzie jego dziadek był samurajem na służbie klanu Tsu. Rodzina przeniosła się w miejsce obecnego miasta Kameyama, a stamtąd do Nagoi, gdy miał dwa lata. Studiował ekonomię na Uniwersytecie Waseda zaczynając w 1912 roku. Po ukończeniu studiów w 1916 roku z dyplomem z ekonomii podejmował się różnych prac, m.in. jako: edytor gazet, rysownik kreskówek dla magazynu, uliczny sprzedawca makaronu soba, antykwariusz książek.
W 1923 roku zadebiutował literacko, wydając kryminał Ni-sen dōka (jap. 二銭銅貨) pod pseudonimem „Edogawa Ranpo” (wymawiany szybko, ten humorystyczny pseudonim brzmi podobnie jak imię pioniera amerykańskiego kryminału, Edgara Allana Poego, którego Hirai podziwiał). Historia ukazała się w popularnym magazynie Shin-seinen, kierowanym w dużej mierze do młodzieży. Shin-seinen wcześniej publikował historie wielu zachodnich autorów, w tym Poego, Arthura Conana Doyle’a i G.K. Chestertona, ale to był pierwszy przypadek, gdy magazyn opublikował pokaźny kawałek fikcji kryminalnej japońskiego autora. Niektórzy, tak jak James B. Harris (pierwszy tłumacz Ranpo na język angielski), błędnie nazwał tę książkę pierwszym dziełem nowoczesnej literatury kryminalnej japońskiego pisarza, ale zanim Ranpo wkroczył na scenę literacką w 1923 roku, wielu innych nowoczesnych japońskich autorów, takich jak Ruikō Kuroiwa, Kido Okamoto, Jun’ichirō Tanizaki, Haruo Satō i Kaita Murayama połączyli elementy detektywistyczne, tajemnicy i przestępczości w historiach obejmujących przygody, intrygi i groteskę. Co uderzyło krytyków jako nowość w debiutanckim opowiadaniu Ranpo Ni-sen dōka było to, że koncentruje się na logicznym procesie wnioskowania wykorzystywanego do rozwiązania tajemnicy w historii, która jest ściśle związana z kulturą Japonii. Opowieść obejmuje obszerny opis genialnego kodu opartego na buddyjskiej inkantacji, znanej jako „nenbutsu”, jak również w japońskim alfabecie Braille’a.
Z biegiem kolejnych kilku lat, Edogawa kontynuował pisanie wiele innych opowieści, które koncentrują się na zbrodni i procesach zaangażowanych w ich rozwiązywanie. Wśród nich jest wiele historii, które są obecnie uznawane za klasykę początku XX wieku japońskiej literatury popularnej: D-zaka no satsujin jiken (jap. D坂の殺人事件; styczeń 1925 r.) opowiada o kobiecie, która ginie w trakcie sadomasochistycznego pozamałżeńskiego romansu, Yane-ura no sanpo-sha (jap. 屋根裏の散歩者; sierpień 1925 r.) opowiada o człowieku, który zabija sąsiada w pensjonacie w Tokio przez upuszczenie trucizny przez otwór w poddaszu prosto do jego ust i Ningen isu (jap. 人間椅子 październik 1925 r.), która opowiada o człowieku, który ukrywał się w krześle, aby móc czuć ciała osób siadających na nim. Lustra, soczewki i inne urządzenia optyczne pojawiają się w wielu innych wczesnych opowiadaniach Edogawy, takich jak Kagami-jigoku (jap. 鏡地獄).
Chociaż wiele z jego pierwszych opowiadań było przede wszystkim o detektywach i procesach prowadzących do rozwiązania pozornie nierozwiązywalnych przestępstw, w 1930 roku zaczął przychylać się w kierunku historii, które w coraz większym stopniu zawierały kombinację wrażliwości często nazywanej „ero guro nansensu” (od trzech słów „erotyzm, groteska i nonsensowny”). Obecność tych wrażliwości pomogła mu sprzedać swoje historie dla publiki, która coraz chętniej czytała jego prace. Łatwo zauważyć w tych opowieściach częstą tendencję do włączenia elementów tego, co Japończycy w owym czasie nazywali „perwersyjną seksualnością” (jap. 変態性欲 hentai seiyoku). Na przykład większa część fabuły powieści Kotō no oni (jap. 孤島の鬼), publikowanej w częściach od stycznia 1929 do lutego 1930 w czasopiśmie Asahi (jap. 朝日), przedstawia homoseksualnego lekarza i jego zauroczenie innym bohaterem.
Do lat 30. XX wieku Edogawa regularnie pisał już dla kilku głównych czasopism popularyzujących literaturę i stał się jednym z czołowych twórców japońskiej literatury kryminalnej pełnej tajemnic. Detektyw Kogorō Akechi, który po raz pierwszy pojawił się w powieści D-zaka no satsujin jiken stał się stałym elementem jego opowieści. Wiele z nich opisywało jego zmagania z podłym przestępcą znanym jako „tajemniczy człowiek o dwudziestu twarzach” (jap. 怪人二十面相 kaijin ni-jū mensō), który miał niesamowitą zdolność do ukrywania się i przemieszczania w społeczeństwie.
Wątki jednej z powieści, która pojawiła się po raz pierwszy w 1930 roku i wprowadziła do akcji młodego człowieka o nazwisku Kobayashi, pomocnika detektywa Kogorō, były kontynuowane po II wojnie światowej w kilku utworach dla młodych czytelników, w których Kogorō i Kobayashi stali się przywódcami grupy młodych detektywów „Detective Boys Gang” (jap. 少年探侦団 Shōnen tantei-dan). Książki te były niezwykle popularne i są nadal czytane przez młodych japońskich czytelników, podobnie jak powieści z udziałem Hardy Boys i Nancy Drew w świecie anglojęzycznym.
Na wielu z utworów Edogawy oparto scenariusze filmowe.

### Okres II wojny światowej
W 1939 r., dwa lata po incydencie na moście Marco Polo i wybuchu drugiej wojny chińsko-japońskiej, rządowi cenzorzy nakazali Edogawie porzucić opowiadanie The Caterpillar (jap. 芋虫 Imomushi), które opublikował bez przeszkód kilka lat wcześniej z kolekcją krótkich historii, które tokijskie wydawnictwo Shun’yōdō przedrukowywało. The Caterpillar opowiada o weteranie dotkniętym porażeniem czterokończynowym i tak okaleczonym przez wojnę, że stał się kimś nieco więcej niż ludzką „gąsienicą”, nie mogąc mówić, ruszać się i żyć samotnie. Opowiadanie zostało zakazane przez cenzorów. To był cios dla Edogawy, który był zależny od tantiem z przedruków. Ta krótka opowieść zainspirowała reżysera Kōjiego Wakamatsu, który na jej podstawie nakręcił film Gąsienica, który startował do nagrody Złoty Niedźwiedź podczas 60. Międzynarodowego Festiwalu Filmowego w Berlinie.
W trakcie II wojny światowej, zwłaszcza w okresie starć między Japonią i USA, które rozpoczęły się w 1941 roku, Edogawa był aktywny w lokalnej organizacji patriotycznej i napisał wiele opowiadań o młodych detektywach, które mogą być postrzegane jako zgodne z działaniami wojennymi, ale większość z nich pisał pod różnymi pseudonimami, jakby chciał oddzielić je od swojej spuścizny. W lutym 1945 roku jego rodzina została ewakuowana z domu w tokijskiej dzielnicy Ikebukuro do Fukushimy w północnej Japonii. Edogawa pozostał tam do czerwca, cierpiąc z powodu niedożywienia.
Duża część Ikebukuro została zniszczona w trakcie nalotów alianckich i późniejszych pożarów, które wybuchły w mieście, jednak magazyn o grubych, ziemnych ścianach, w którym ukrywał się i pracował Edogawa, przetrwał i stoi do dziś obok kampusu Uniwersytetu Rikkyō.

### Okres powojenny
W okresie powojennym Edogawa poświęcił się głównie promowaniu literatury kryminalnej, zarówno w zakresie zrozumienia jej historii, jak i wspierania tworzenia nowej literatury tego gatunku. W 1946 roku poparł nowe czasopismo zatytułowane Hōseki (jap. 宝石; pl. Klejnoty) poświęcone literaturze kryminalnej, a w 1947 roku założył „Detective Author’s Club” (jap. 探偵作家クラブ Tantei Sakka Kurabu), który zmienił nazwę w 1963 roku na „Mystery Writers of Japan” (jap. 日本推理作家协会 Nihon Suiri Sakka Kyōkai). Ponadto napisał wiele artykułów o historii japońskiej, europejskiej i amerykańskiej literatury kryminalnej. Wiele z tych esejów zostało opublikowanych w formie książkowej. Poza nimi, w jego powojennej twórczości literackiej, pojawiały się głównie powieści dla młodocianych czytelników. Ich bohaterami byli detektyw Kogorō Akechi i Detective Boys Gang.
W latach 50. XX wieku Edogawa współpracował z dwujęzycznym tłumaczem przez pięć lat nad tłumaczeniami swoich dzieł na język angielski. Zostały one opublikowane jako Japanese Tales of Mystery and Imagination przez wydawnictwo Tuttle. Ponieważ tłumacz mógł mówić, ale nie czytać po japońsku, a Edogawa nie umiał pisać po angielsku, tłumaczenie zostało wykonane na płaszczyźnie fonetycznej. Edogawa czytał każde zdanie na głos, a następnie sprawdzany był zapis po angielsku .

## Ważne prace

### Powieści z Kogorō Akechi
- Case of the Murder on D-Slope (jap. D坂の殺人事件 D-zaka no satsujin jiken; styczeń 1925)
- Test psychologiczny (jap. 心理試験 Shinri Shiken; luty 1925)
- The Black Hand Syndicate (jap. 黒手組 Kurote-gumi; marzec 1925)
- The Apparition (jap. 幽霊 Yūrei; maj 1925)
- Spacerowicz na poddaszu (jap. 屋根裏の散歩者 Yaneura no Sanposha; sierpień 1925)
- The Dwarf (jap. 一寸法師 Issun-bōshi; 1926)
- Who (jap. 何者 Nanimono; listopad 1929)
- The Spider-Man (jap. 蜘蛛男 Kumo-Otoko; 1929)
- The Fruits of Curiosity-Hunting (jap. 猟奇の果 Ryōki no Hate; 1930)
- The Conjurer (jap. 魔術師 Majutsu-shi; 1930)
- The Vampire (jap. 吸血鬼 Kyūketsuki; 1930, Pierwsze pojawienie się Kobayashi)
- The Golden Mask (jap. 黄金仮面 Ōgon-kamen; 1930)
- Black Lizard (jap. 黒蜥蜴 Kuro-tokage; 1934, Zekranizowana przez Kinji Fukasaku w 1968)
- The Human Leopard (jap. 人間豹 Ningen-Hyō; 1934)
- The Devil’s Crest (jap. 悪魔の紋章 Akuma no Monshō; 1937)
- Dark Star (jap. 暗黒星 Ankoku-sei; 1939)
- Hell’s Clown (jap. 地獄の道化師 Jigoku no Dōkeshi; 1939)
- The Dangerous Weapon (jap. 兇器 Kyōki; czerwiec 1954)
- Shadow-Man (jap. 影男 Kage-otoko; 1955)
- Moon and Gloves (jap. 月と手袋 Tsuki to Tebukuro; kwiecień 1955)

### Inne powieści
- The Two-Sen Copper Coin (jap. 二銭銅貨 Ni-sen Dōka; kwiecień 1923)
- Sen na jawie (jap. 白昼夢 Hakuchūmu; lipiec 1925)
- W objęciach fotela (jap. 人間椅子 Ningen Isu; październik 1925)
- Czerwony pokój (jap. 赤い部屋 Akai heya; kwiecień 1925)
- Strange Tale of Panorama Island (jap. パノラマ島奇談 Panorama-tō Kidan; 1926)
- Incident at the Lakeside Inn (jap. 湖畔亭事件 Kohan-tei Jiken; 1926)
- The Hell of Mirrors (jap. 鏡地獄 Kagami-jigoku; październik 1926)
- Beast in the Shadows (jap. 陰獣 Injū; 1928)
- Gąsienica (jap. 芋虫 Imomushi; 1929)
- The Demon of the Lonely Isle (jap. 孤島の鬼 Kotō no Oni; 1929-30)
- Podróżny z wyszywanym obrazem (jap. 押絵と旅する男 Oshie to Tabi-suru Otoko; 1929)
- The White-Haired Demon (jap. 白髪鬼 Hakuhatsu-ki; 1931)
- The Blind Beast (jap. 盲獣 Mōjū; 1931)
- Ghost Tower (jap. 幽霊塔 Yūrei tō; 1937) Oparte na adaptacji A Woman in Grey Alice Muriel Williamson autorstwa Ruikō Kuroiwa (jap. 黒岩涙香)
- Terror in the Triangle-Hall (jap. 三角館の恐怖 Sankaku-kan no kyōfu; 1951)
- Crossroads (jap. 十字路 Jūjiro; 1955)